# ميوزيدورا: المستحمة المنزعجة من حفيف النسيم
ميوزيدورا: المستحمة المنزعجة من حفيف النسيم (بالإنجليزية: Musidora: The Bather 'At the Doubtful Breeze Alarmed)‏ تعرف أيضاً بالمستحمة، هو اسم يطلق على أربع لوحات زيتية للرسام الإنجليزي وليام إيتي. تصور اللوحات مشهد من قصيدة الصيف 1727 لجيمس طومسون والتي خلالها يرى شاب بالمصادفة شابة عارية تستحم، ويغدو ممزقاً بين رغبته في النظر إليها وعلمه بأنه ينبغي عليه النظر بعيداً. كان المشهد شائعاً بين الفنانين الإنجليز حيث كان واحداً من الذرائع القليلة لرسم لوح للعرايا في وقت كان فيه عرض وتوزيع المشاهد العارية محظوراً.
عدا بعض الاختلافات الطفيفة في الأفق الخلفي، فاللوحات الأربعة متطابقة في التكوين. عُرضت النسخة الأولى عام 1843. النسختان الثانيتان ضمن مجموعات عامة، واحدة في متحف تيت وواحدة في معرض مانشستر للفن؛ إحدى هاتين اللوحتين رُسمت عام 1844 وعُرضت لأول مرة عام 1846 والأخرى رُسمت في الوقت نفسه تقريباً؛ ولا يعرف أيهما هي التي عرضت عام 1846. النسخة الرابعة ذات جودة منخفضة وقد تكون نسخة رسمها أحد الطلبة لاحقاً.
حازت ميوزيدورا على استقبال حسن عند عرضها لأول مرة، واعتبرت واحدة من أفضل الأعمال التي رسمها فنان إنجليزي. توفى إيتي في عام 1849 وسرعان ما أصبح عمله صيحة. في الوقت نفسه، أصبحت موضوع ميوزيدورا نفسه كليشيه، ومن سبعينيات القرن التاسع عشر وما بعدها غرقت كتابات طومسون في طيات النسيان. ومن المرجح أن ميوزيدورا إتي أثرت على لوحة الفارس الخطاء لجون إفرت ميليه، لكن بخلاف ذلك لم يكن هناك سوى تأثيراً ضئيلاً على الأعمال اللاحقة. عُرضت نسخة تيت من اللوحة في معارض كبرى عام 2001-02 في لندن وفي 2011-12 في يورك.